# Liste der denkmalgeschützten Objekte im Okres Most
Grundlage dieser Liste der denkmalgeschützten Objekte im Okres Most ist die ÚSKP-Liste (tschechisch Ústřední seznam kulturních památek České republiky ‚Zentrale Liste der Kulturdenkmäler der Tschechischen Republik‘), die von der tschechischen Denkmalschutzbehörde NPÚ (tschechisch Národní památkový ústav ‚Nationale Denkmalbehörde‘) seit 1987 geführt wird und an die seit dem Jahre 1850 geschaffenen Listen anschließt.
Die folgenden Angaben ersetzen nicht die rechtsverbindliche Auskunft der Denkmalbehörde.
Die denkmalgeschützten Objekte werden hier für die einzelnen Gemeinden aufgelistet.
Außerdem gibt es separate Listen für folgende Orte:
- Liste der denkmalgeschützten Objekte in Bečov
- Liste der denkmalgeschützten Objekte in Horní Jiřetín
- Liste der denkmalgeschützten Objekte in Litvínov
- Liste der denkmalgeschützten Objekte in Lom
- Liste der denkmalgeschützten Objekte in Marianské Radčice
- Liste der denkmalgeschützten Objekte in Most
- Liste der denkmalgeschützten Objekte in Vtelno

## Bělušice(Bieloschitz)
| Lage                                                                          | Objekt                              | Beschreibung | ÚSKP-Nr.                 | Bild                                |
| ----------------------------------------------------------------------------- | ----------------------------------- | --- | ------------------------ | ----------------------------------- |
| Bělušice Nr. 1 (Standort)                                                     | Veste                               | Ehem. Veste, jetzt Herrenhaus mit Sala terrena sowie Wirtschaftsgebäude und Speicher im nordwestlichen Ortsteil | 42938/5-307 Info Katalog | Veste                               |
| Bělušice (Standort)                                                           | Statue des hl. Johannes von Nepomuk | Statue des hl. Johannes von Nepomuk im südwestlichen Ortsteil                                                   | 43629/5-308 Info Katalog | Statue des hl. Johannes von Nepomuk |
| Bedřichův Světec (Schwetz), OT von Bělušice, im südlichen Ortsteil (Standort) | Kirche des hl. Jakobus des Älteren  | Spätromanisch-frühgotische Kirche des hl. Jakobus des Älteren mit Fresken aus dem 14. Jhdt.                     | 42419/5-310 Info Katalog | weitere Bilder                      |
| Bedřichův Světec, in der Ortsmitte (Standort)                                 | Statue des hl. Johannes von Nepomuk | Statue des hl. Johannes von Nepomuk (zerstört)                                                                  | 84997/5-310 Info Katalog | Statue des hl. Johannes von Nepomuk |

## Brandov(Brandau)
| Lage                         | Objekt                              | Beschreibung                                                                  | ÚSKP-Nr.                  | Bild                                |
| ---------------------------- | ----------------------------------- | ----------------------------------------------------------------------------- | ------------------------- | ----------------------------------- |
| Brandov (Standort)           | Kirche des hl. Erzengels Michael    | Kirche des hl. Erzengels Michael                                              | 42605/5-312 Info Katalog  | weitere Bilder                      |
| Brandov (Standort)           | Statue des hl. Johannes von Nepomuk | Statue des hl. Johannes von Nepomuk, vor der Kirche des hl. Erzengels Michael | 42882/5-311 Info Katalog  | Statue des hl. Johannes von Nepomuk |
| Brandov, Friedhof (Standort) | Kapelle der Auferstehung des Herrn  | Kapelle der Auferstehung des Herrn                                            | 10166/5-5620 Info Katalog | weitere Bilder                      |

## Český Jiřetín(Georgendorf)
| Lage                             | Objekt                             | Beschreibung | ÚSKP-Nr.                  | Bild           |
| -------------------------------- | ---------------------------------- | --- | ------------------------- | -------------- |
| Český Jiřetín (Standort)         | Talsperre Fleyh (Fláje)            | Talsperre Fláje, am Flöhabach (Flájsky potok), errichtet in den Jahren 1951 bis 1964                                            | 43165/5-5080 Info Katalog | weitere Bilder |
| Český Jiřetín (Standort)         | Neugrabenflöße (Floßgraben)        | Neugrabenflöße (Floßgraben, Flájský plavební kanál) von Fláje (Fleyh) nach Clausnitz, errichtet 1624–1629                       | 42649/5-5081 Info Katalog | weitere Bilder |
| Český Jiřetín Nr. 91 (Standort)  | Jagdschloss Lichtenwald            | Spätbarockes, ehem. Waldsteinsches Jagdschloss Lichtenwald, errichtet 1761–1767, auf dem Berg Bradáčov (876 m), südlich vom Ort | 42822/5-315 Info Katalog  | weitere Bilder |
| Český Jiřetín (Standort)         | Kirche ds hl. Johannes des Täufers | Holzkirche des hl. Johannes des Täufers, urspr. im alten Dorf Fláje (Fleyh), umgesetzt 1969                                     | 43327/5-317 Info Katalog  | weitere Bilder |
| Český Jiřetín Nr. 124 (Standort) | Haus Nr. 124                       | Bauernhaus (Fachwerkhaus), rechts von der Straße zur Staatsgrenze                                                               | 50156/5-5876 Info Katalog | Haus Nr. 124   |
| Český Jiřetín Nr. 134 (Standort) | Pfarrhaus                          | Pfarrhaus an der linken Seite der Straße nach Moldava (Moldau)                                                                  | 44024/5-5329 Info Katalog | weitere Bilder |

## Havraň(Hawran)
| Lage                                                     | Objekt           | Beschreibung                                                  | ÚSKP-Nr.                  | Bild           |
| -------------------------------------------------------- | ---------------- | ------------------------------------------------------------- | ------------------------- | -------------- |
| Havraň, südlich des Dorfes (Standort)                    | Laurentiuskirche | Kirche des hl. Laurentius, auf einer Kuppe südlich des Dorfes | 42910/5-324 Info Katalog  | weitere Bilder |
| Havraň Nr. 17 (Standort)                                 | Pfarrhaus        | Pfarrhaus im südöstlichen Ortsteil, bei der Laurentiuskirche  | 43656/5-5059 Info Katalog | Pfarrhaus      |
| Moravěves (Morawes), OT von Havraň, Dorfplatz (Standort) | Kapelle          | Kapelle                                                       | 11439/5-5780 Info Katalog | weitere Bilder |

## Hora Svaté Kateřiny(Sankt Katharinaberg)
| Lage                                            | Objekt                | Beschreibung                                             | ÚSKP-Nr.                  | Bild           |
| ----------------------------------------------- | --------------------- | -------------------------------------------------------- | ------------------------- | -------------- |
| Hora Svaté Kateřiny (Standort)                  | Katharinenkirche      | Kirche der hl. Katharina                                 | 42630/5-333 Info Katalog  | weitere Bilder |
| Hora Svaté Kateřiny, náměstí Pionýrů (Standort) | Mariensäule           | Pestsäule (Marien- bzw. Dreifaltigkeitssäule)            | 43743/5-332 Info Katalog  | Mariensäule    |
| Hora Svaté Kateřiny (Standort)                  | Pietà-Statue          | Pietà-Statue auf dem Rosenhügel bei der Katharinenkirche | 85564/5-331 Info Katalog  | weitere Bilder |
| Malý Háj (Kleinhan) (Standort)                  | Dreifaltigkeitskirche | Dreifaltigkeitskirche                                    | 43819/5-5064 Info Katalog | weitere Bilder |

## Korozluky(Kolosoruk)
| Lage                         | Objekt                              | Beschreibung                                                                                        | ÚSKP-Nr.                  | Bild                              |
| ---------------------------- | ----------------------------------- | --------------------------------------------------------------------------------------------------- | ------------------------- | --------------------------------- |
| Korozluky Nr. 54 (Standort)  | Schloss Kolosoruk (Zámek Korozluky) | Klassizistisches Schloss Kolosoruk (Zámek Korozluky), auf einer Kuppe im östlichen Ortsteil         | 44036/5-5342 Info Katalog | weitere Bilder                    |
| Korozluky, im Schlosspark () | Statue des hl. Antonius von Padua   | Statue des hl. Antonius von Padua, urspr. an der Franziskaner-Klosterkirche in Most (Brüx)          | 85569/5-380 Info Katalog  | Statue des hl. Antonius von Padua |
| Korozluky, im Schlosspark () | Statue des hl. Franziskus Serafin   | Säule des hl. Franz von Assisi (Pater seraphicus), urspr. an der Franziskaner-Klosterkirche in Most | 85570/5-380 Info Katalog  | Statue des hl. Franziskus Serafin |

## Lišnice(Lischnitz)
| Lage                                  | Objekt                              | Beschreibung                                                                     | ÚSKP-Nr.                  | Bild                                |
| ------------------------------------- | ----------------------------------- | -------------------------------------------------------------------------------- | ------------------------- | ----------------------------------- |
| Lišnice Nr. 1 (Standort)              | Schloss Lischnitz (Zámek Lišnice)   | Barockschloss Lišnice im nördlichen Ortsteil                                     | 43270/5-353 Info Katalog  | weitere Bilder                      |
| Lišnice, im Schlossbereich (Standort) | Statue des hl. Johannes von Nepomuk | Statue des hl. Johannes von Nepomuk                                              | 42461/5-355 Info Katalog  | Statue des hl. Johannes von Nepomuk |
| Lišnice, im Schlossbereich (Standort) | Skulpturengruppe Kalvarienberg      | Skulpturengruppe Kalvarienberg, urspr. an der Kreuzung nach Koporeč (Koppertsch) | 43176/5-356 Info Katalog  | Skulpturengruppe Kalvarienberg      |
| Lišnice Nr. 51 (Standort)             | Brauerei                            | Brauerei im Zentrum des Ortes                                                    | 42311/5-354 Info Katalog  | Brauerei                            |
| Lišnice, im Ortszentrum (Standort)    | Speicher, ehem. Veste               | Speicher, ehem. Veste                                                            | 84978/5-4520 Info Katalog | Speicher, ehem. Veste               |

## Louka u Litvínova(Wiese)
| Lage                         | Objekt                                                  | Beschreibung | ÚSKP-Nr.                  | Bild           |
| ---------------------------- | ------------------------------------------------------- | --- | ------------------------- | -------------- |
| Louka u Litvínova (Standort) | Kapelle des hl. Antonius von Padua                      | Kapelle des hl. Antonius von Padua | 102588 Info Katalog       | weitere Bilder |
| Louka u Litvínova (Standort) | Bahnstrecke von Louka u Litvínova nach Moldava (Moldau) | Eisenbahnstrecke Most – Dubí – Moldava, davon der Teil Louka u Litvínova – Moldava, jedoch ohne Depot im Bahnhof Osek, Haus Nr. 152 und Lagergebäude in Moldava | 50874/5-5841 Info Katalog | weitere Bilder |

## Lužice(Luschitz)
| Lage                           | Objekt                    | Beschreibung                                           | ÚSKP-Nr.                  | Bild           |
| ------------------------------ | ------------------------- | ------------------------------------------------------ | ------------------------- | -------------- |
| Lužice, am Ortsrand (Standort) | Kirche des hl. Augustinus | Kirche des hl. Augustinus                              | 50884/5-5839 Info Katalog | weitere Bilder |
| Lužice, Ortsmitte (Standort)   | Kruzifix                  | Kruzifix                                               | 43746/5-369 Info Katalog  | Kruzifix       |
| Lužice Nr. 11 (Standort)       | Pfarrhaus                 | Pfarrhaus mit mehreren Gebäuden, im östlichen Ortsteil | 50885/5-5840 Info Katalog | Pfarrhaus      |

## Malé Březno(Kleinpriesen)
| Lage                                                                  | Objekt                                                 | Beschreibung | ÚSKP-Nr.                  | Bild                                                   |
| --------------------------------------------------------------------- | ------------------------------------------------------ | --- | ------------------------- | ------------------------------------------------------ |
| Malé Březno, im nordöstlichen Ortsteil (Standort)                     | Kirche des hl. Johannes Evangelist                     | Kirche des hl. Johannes Evangelist | 43747/5-370 Info Katalog  | weitere Bilder                                         |
| Malé Březno, gegenüber Haus Nr. 1 (Standort)                          | Statue des hl. Johannes von Nepomuk                    | Statue des hl. Johannes von Nepomuk von Johann Adam Dietz                                                                               | 43748/5-371 Info Katalog  | Statue des hl. Johannes von Nepomuk                    |
| Malé Březno (Standort)                                                | Statue des hl. Florian                                 | Statue des hl. Florian von Johann Adam Dietz, an der Kirche des hl. Johannes Evangelist, urspr. auf einem Platz in Ervěnice (Seestadtl) | 43817/5-5062 Info Katalog | weitere Bilder                                         |
| Malé Březno, Dorfplatz (Standort)                                     | Doppelstatue des hl. Johannes von Nepomuk              | Doppelstatue des hl. Johannes von Nepomuk, urspr. auf einem Platz in Ervěnice                                                           | 43818/5-5063 Info Katalog | weitere Bilder                                         |
| Vysoké Březno (Oberpriesen), OT von Malé Březno, Dorfplatz (Standort) | Doppelstatue Ecce homo und Schmerzensmutter            | Doppelstatue Ecce homo und Schmerzensmutter bei der Kapelle                                                                             | 42674/5-374 Info Katalog  | weitere Bilder                                         |
| Malé Březno (Standort)                                                | Sockel des Kruzifix mit Relief des Franziskus Xaverius | Kruzifix – Sockel mit Relief des Franziskus Xaverius (Kruzifix fehlt), in den Feldern in Richtung Vysoké Březno (Oberpriesen)           | 43749/5-372 Info Katalog  | Sockel des Kruzifix mit Relief des Franziskus Xaverius |

## Nová Ves v Horách(Gebirgsneudorf)
| Lage                                  | Objekt                              | Beschreibung | ÚSKP-Nr.                  | Bild                                |
| ------------------------------------- | ----------------------------------- | --- | ------------------------- | ----------------------------------- |
| Nová Ves v Horách (Standort)          | Kirche des hl. Erzengels Michael    | Kirche des hl. Erzengels Michael, westlich vom Ort                                                                   | 43053/5-429 Info Katalog  | weitere Bilder                      |
| Nová Ves v Horách, im Park (Standort) | Statue des hl. Johannes von Nepomuk | Statue des hl. Johannes von Nepomuk, im Park im nordwestlichen Ortsteil, urspr. an der Straße nach Mníšek (Einsiedl) | 43496/5-5070 Info Katalog | Statue des hl. Johannes von Nepomuk |

## Obrnice(Obernitz)
| Lage                                                         | Objekt                                                         | Beschreibung | ÚSKP-Nr.                  | Bild                                                           |
| ------------------------------------------------------------ | -------------------------------------------------------------- | --- | ------------------------- | -------------------------------------------------------------- |
| Obrnice, Dorfplatz (Standort)                                | Dreifaltigkeitskapelle                                         | Dreifaltigkeitskapelle | 101403 Info Katalog       | weitere Bilder                                                 |
| České Zlatníky (Böhmisch Zlatnik), OT von Obrnice (Standort) | Kirche des hl. Georg                                           | Kirche des hl. Georg | 42694/5-5058 Info Katalog | weitere Bilder                                                 |
| České Zlatníky, östlich der Georgskirche (Standort)          | Doppelstatue des hl. Antonius und des hl. Johannes von Nepomuk | Doppelstatue des hl. Antonius von Padua und des hl. Johannes von Nepomuk, urspr. in Dolní Jiřetín (Niedergeorgenthal) am Weg nach Horní Jiřetín (Obergeorgenthal) | 43035/5-321 Info Katalog  | Doppelstatue des hl. Antonius und des hl. Johannes von Nepomuk |

## Patokryje(Patokrey)
| Lage                                 | Objekt     | Beschreibung                             | ÚSKP-Nr.                  | Bild       |
| ------------------------------------ | ---------- | ---------------------------------------- | ------------------------- | ---------- |
| Patokryje Nr. 17 (Standort)          | Veste      | Veste, an der Brücke beim Viadukt        | 43277/5-5072 Info Katalog | Veste      |
| Patokryje, am Haus Nr. 75 (Standort) | Sühnekreuz | Sühnekreuz, an der Mauer vom Haus Nr. 75 | 42744/5-5071 Info Katalog | Sühnekreuz |

## Skršín(Skirschina)
| Lage                                                    | Objekt                          | Beschreibung                                                                | ÚSKP-Nr.                 | Bild                 |
| ------------------------------------------------------- | ------------------------------- | --------------------------------------------------------------------------- | ------------------------ | -------------------- |
| Skršín, Dorfplatz (Standort)                            | Dreifaltigkeitssäule            | Dreifaltigkeitssäule                                                        | 43257/5-431 Info Katalog | Dreifaltigkeitssäule |
| Chrámce (Kramitz) Nr. 14, OT von Skršín (Standort)      | Schloss Kramitz (Zámek Chrámce) | Schloss Kramitz (Zámek Chrámce)                                             | 43206/5-432 Info Katalog | weitere Bilder       |
| Chrámce, im Schlosspark westlich vom Schloss (Standort) | Säule mit Statue Ecce homo      | Säule mit Statue Ecce homo, urspr. im Ort Saběnice (Sabnitz), OT von Havraň | 47646/5-325 Info Katalog | weitere Bilder       |

## Želenice(Sellnitz)
| Lage                                                    | Objekt            | Beschreibung                             | ÚSKP-Nr.                  | Bild              |
| ------------------------------------------------------- | ----------------- | ---------------------------------------- | ------------------------- | ----------------- |
| Želenice, Dorfplatz (Standort)                          | Wenzelskirche     | Kirche des hl. Wenzel                    | 10331/5-5526 Info Katalog | weitere Bilder    |
| Želenice Nr. 27 (Standort)                              | Pfarrhaus         | Pfarrhaus, jetzt Gemeindeamt             | 10332/5-5526 Info Katalog | Pfarrhaus         |
| Želenice Nr. 43 (Standort)                              | Bauernhaus Nr. 43 | Bauerngehöft, im nordwestlichen Ortsteil | 43391/5-437 Info Katalog  | Bauernhaus Nr. 43 |
| Liběšice (Liebschitz) Nr. 1, OT von Želenice (Standort) | Bauernhaus Nr. 1  | Bauerngehöft                             | 42314/5-438 Info Katalog  | Bauernhaus Nr. 1  |